# سلطان بور
سلطان بور أو سلطه بور (بالإنجليزية: Sultanpur)‏ (بالهندية:  सुल्तानपुर) (بالأردية:  سلطان پور) تتبع ولاية اوتار براديش .

## وصف
بلدة سلطان بور هي أحد منازل الأشراف الأحمديون، وتعتبر سلطان بور مدينة العراقة الإسلامية حيث الرجال المخلصين والمدافعين عن الإسلام والمسلمين. لقد كان للطالبيين في سلطان بور حظوة كما كان لهم في غيرها، واقترنت بلدة سلطان بور بأشراف الحجاز الأحمديين عندما وصل إليها الشريف عبد الله بن موسى الحسني الطالبي مع ابنه محمداً فاراً بدمه سنة 1114هـ في مطلع القرن الثاني عشرالهجري، فنعته المؤرخون الثقات وتتبعه أصحاب المسالك وسجله النسابون في جرائدهم وهو غائب عنهم فقد وصلهم خبره، وفي سلطان بور استقر له المقام فولي الصدارة بأرضها فعاش بها وأعقب الذراري، فهو أول شريف حجازي من بني أحمد يدخلها، فعرف بالشريف عبد الله الداخل لأنه دخل بلاد الهند, ومن ذريته فخر السادات الحسنية الشريف نورمحمد بن عيسى الحسني الشهير ب(سلطان بور), علم من أعلام السادة العلوية ونجم من نجوم الدعاة في شبه القارة الهندية الذي اتخذ هو وذريته من الأسرة الحسنية بلدة أطكولي من أعمال الهند سكنا له وعَمَّرها، وتسمى أطكولي (ضلع سلطان بور) وهي على بعد 20كم من مقاطعة سلطان بور، وبها انتهت إليه الرئاسة والسيادة فيها وفي نواحيها .
والحديث عن سلطان بور سجال، فهي مدينة قديمة أثريَّة تابعة للولاية الشمالية عندما كان مقر الحكم في لكنو, وهي تبعد عنها بحوالي 80كم, وهي أرض زراعية غناء وبها مياه عذبة عظيمة وأهلها على الأغلب مسلمين، وقد دمرَّها الإنجليز بالكامل في ثورة الهند، والطريق بينها وبين لكنو جميل يسرُّ المسافرين ويمرُّ بقرى قائمة وبعضها مدمَّر، ومعالم وآثار عديدة ابتداءً من جلديش بور، وحسن بور، حتى نصل إلى سلطان بورأكبر مدينة في المقاطعة جنوب الولاية الشمالية في اتجاه فيض أباد المعروفة حيث كانت تتبع لها في وقت من الزمان.

## أعلام
- بانكاج سينغ
- محمد طاهر خان
- بريم أديب